# Golf Peaks
『Golf Peaks』（ゴルフピークス）は、ポーランドのインディーゲームスタジオAfterburnが開発したパズルゲーム。日本のiOS・Android版は『ゴルフ・ピークス』、同じく日本のNintendo Switch版は『ゴルフピークス』のタイトル表記を用いている。

## 概要
本作はゴルフゲームにカードゲームの要素を導入したシステムを特徴としている。クォータービューで描かれた断崖上の各コースの地面は格子状に区切られており、カードに記された数字のマス分だけボールを動かし最終的にボールをカップに入れることを目指す。
コースの開始時にあらかじめ指定された複数のカードが表示される。カードの種類は、ボールを山なりに飛ばすもの、地面上を転がすもの、両方の効果が連続するものの3つに大別され、それぞれに数字が記されている。山なりのボールは段差や崖を飛び越え、転がるボールは壁に当たると反射して逆方向に転がる効果もある。このほか、コース内にはボールが転がり落ちる坂道や転がるボールが止まるバンカーなど様々な仕掛けが施されている。
開発元のAfterburnにとって本作は初の開発ソフトで、およそ5〜6か月の期間を経て完成した。開発メンバーは仲間内でのミニゴルフを除きゴルフの経験がなかったが、ある時、多くのゴルフゲームにおいてショットの方向と強さを選択するなどの類似システムが用いられていることに着目して考えを巡らせ、ゴルフのテーマを保持したまま論理パズルとして構成したらどうなるかとの発想に至った。

## 評価
- The Big Indie Pitch at GIC in Poznan 2018 第1位[3]
- 15th International Mobile Gaming Awards（英語版） ノミネート[4]
- Pixel Awards Europe 2019 「Best Mobile」受賞[5]
- Central & Eastern European Game Awards 2019 「Best Mobile Game」ノミネート[6]